# 434年
| 千纪： | 1千纪                                                                                           |
| 世纪： | 4世纪 \| 5世纪 \| 6世纪                                                                         |
| 年代： | 400年代 \| 410年代 \| 420年代 \| 430年代 \| 440年代 \| 450年代 \| 460年代                       |
| 年份： | 429年 \| 430年 \| 431年 \| 432年 \| 433年 \| 434年 \| 435年 \| 436年 \| 437年 \| 438年 \| 439年 |
| 纪年： | 甲戌年（狗年）；北魏延和三年；北凉承和二年；北燕太兴四年；南朝宋元嘉十一年；赵广泰始三年        |

## 大事记
- 匈人帝國君主盧阿逝世，將王位傳給了侄兒布列達和阿提拉。

## 逝世
- 道生，中国佛教哲学家
- 卢阿，匈人君主。